# Mines de nitre de Humberstone i Santa Laura
Les oficines salitreras d'Humberstone i Santa Laura són dues antigues oficines salitreres, abandonades en l'actualitat, ubicades als municipis de Pozo Almonte, I Regió de Tarapacá, a Xile.

## Patrimoni de la Humanitat
Ubicades a 48 quilòmetres a l'est de la ciutat d'Iquique, són monuments històrics i, des del 25 de juliol de 2005, són Patrimoni de la Humanitat de la UNESCO i estan incloses en la Llista del Patrimoni de la Humanitat en perill. Ambdues salitreres, encara que originalment van funcionar de manera separada, són en l'actualitat el principal reflex del període d'esplendor i contrasts que va viure la regió entre finals del segle xix i començaments del segle xx. Santa Laura, en el seu millor període, va tenir una població de 425 habitants, mentre que Humberstone va sobrepassar els 3.500 habitants.
Les oficines de Humberstone i Santa Laura compten amb un total de 200 llocs d'extracció del salnitre, on treballadors arribats de Xile, Perú i Bolívia van viure agrupats en campaments de les companyies mineres. Aquí van forjar la cultura comunitària específica dels pampinos, caracteritzada per la seva creativitat, la riquesa de la seva expressió lingüística, els vincles solidaris entre els seus membres i la seva lluita precursora per la justícia social, que deixaria una profunda petjada en la història dels moviments socials. A aquestes i altres oficines salnitreres instal·lades al desert de la Pampa -una de les zones més àrides del planeta i més hostils pel ser humà- van acudir milers de pampinos des de 1880 per viure i treballar-hi per espai de seixanta anys, per tal d'extreure del jaciment de salnitre més gran del món el nitrat de sodi, fertilitzant que va transformar l'agricultura en les dues Amèriques i a Europa, proporcionant a Xile una riquesa considerable.

## Història

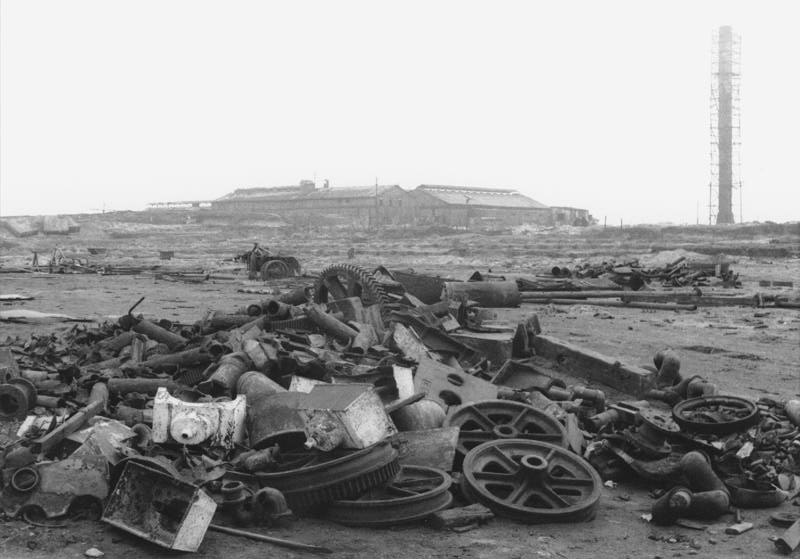
Restes de maquinàries a Humberstone.

La companyia d'extracció de nitrats de Guillermo Wendell fundà, el 1872, l'oficina salnitrera de Santa Laura. El seu propietari de Lima, Abraham Guillermo Wendell Tizon va obtenir en concessió de 100 estaques del govern del Perú per operar a Cala Cala i altres zones.
Aquell mateix any, James Thomas Humberstone crea la "Companyia de Nitrats del Perú", fundant l'"Oficina La Palma ". Ambdues oficines comencen un ràpid creixement, convertint-se ràpidament en pobles caracteritzats per belles obres arquitectòniques d'estil clàssic anglès.
La Palma es converteix en una de les majors extractores de salnitre de tota la zona de Tarapacá; al contrari, Santa Laura funciona parcialment a causa de baixes expectatives productives, pel qual el 1902 passa a les mans de The New Tamarugal Nitrate Company. El 1913, Santa Laura paralitza els seus treballs fins a 1920, any en què s'implementa el sistema d'extracció Shanks que millora els rendiments de l'oficina. Aquest procés es realitza entre 1918 i 1920, sota la direcció del constructor William J. Clayton, per a la "London Nitrate CO. Ltd". La planta d'elaboració prové de Taltal, a l'actual Regió d'Antofagasta i pertanyia a la planta salnitrera de la "Lilita Nitrate CO.", i que s'anomena, precisament, Oficina "Lilita", paralitzada des de 1914, pel qual no es tracta de la gaire pròxima Oficina "Ghisela", que sol ser considerada la "màquina" que arriba a constituir "Santa Laura".
Tanmateix, el model econòmic es col·lapsa amb la Gran Depressió del 1929 i a causa del desenvolupament de la producció sintètica d'amoníac pels alemanys Fritz Haber i Carl Bosch que permet la producció industrial de fertilitzants. Pràcticament en fallida, La Palma i Santa Laura són comprades per Cosatan companyia Salitrera de Tarapacá y Antofagasta el 1934. Cosatan, en honor del seu fundador, rebateja a La Palma com "Oficina Santiago Humberstone". L'empresa està entossudida a aconseguir que el salnitre natural pugui competir als mercats internacionals pel que desenvolupa un pla de modernització a Humberstone que permet que es converteixi a l'oficina més reeixida fins a 1940 quan aconsegueix el seu període de màxima esplendor.
Amb el passar dels anys, l'era daurada d'Humberstone es comença a apagar ràpidament, portant a una aguda crisi a Cosatan, la que porta a la seva desaparició el 1958 i l'abandonament d'ambdues oficines el 1960. El 1970, convertides a dos pobles fantasmes en mig del desert d'Atacama, són nomenades monuments nacionals i comencen a ser exhibides a turistes. El 2005 són declarades Patrimoni de la Humanitat per la UNESCO.

## Llocs interessants
Humberstone i Santa Laura, són en l'actualitat algunes de les principals fites turístiques de la Regió de Tarapacá, Província d'iquique a Xile. Encara que el pas dels anys havia deteriorat enormement aquests llocs, resulta impressionant observar els vestigis d'una era de riquesa, més encara quan s'efectuen importants treballs de restauració, de mans de la Corporació Museu del Salnitre, que han habilitat molts dels seus principals espais. La majoria dels edificis centrals d'Humberstone, com el seu enorme teatre, l'església i la pulpería, estan fetes en fusta de pi oregón importada. Un altre fet important és el contrast existent entre els grans edificis administratius i dels propietaris amb els petits habitatges dels milers de treballadors pampinos, que igual eren superiors a aquelles de fases anteriors (pre 1920).
Santa Laura destaca per la seva enorme xemeneia visible en gran distància, per la seva "Màquina", de pi oregón i de fierro, on eren els cachuchos i per interessants dependències i edificacions, com la Chancadora, la casa de força; l'administració, plazuela, entre d'altres.

## Galeria de fotos

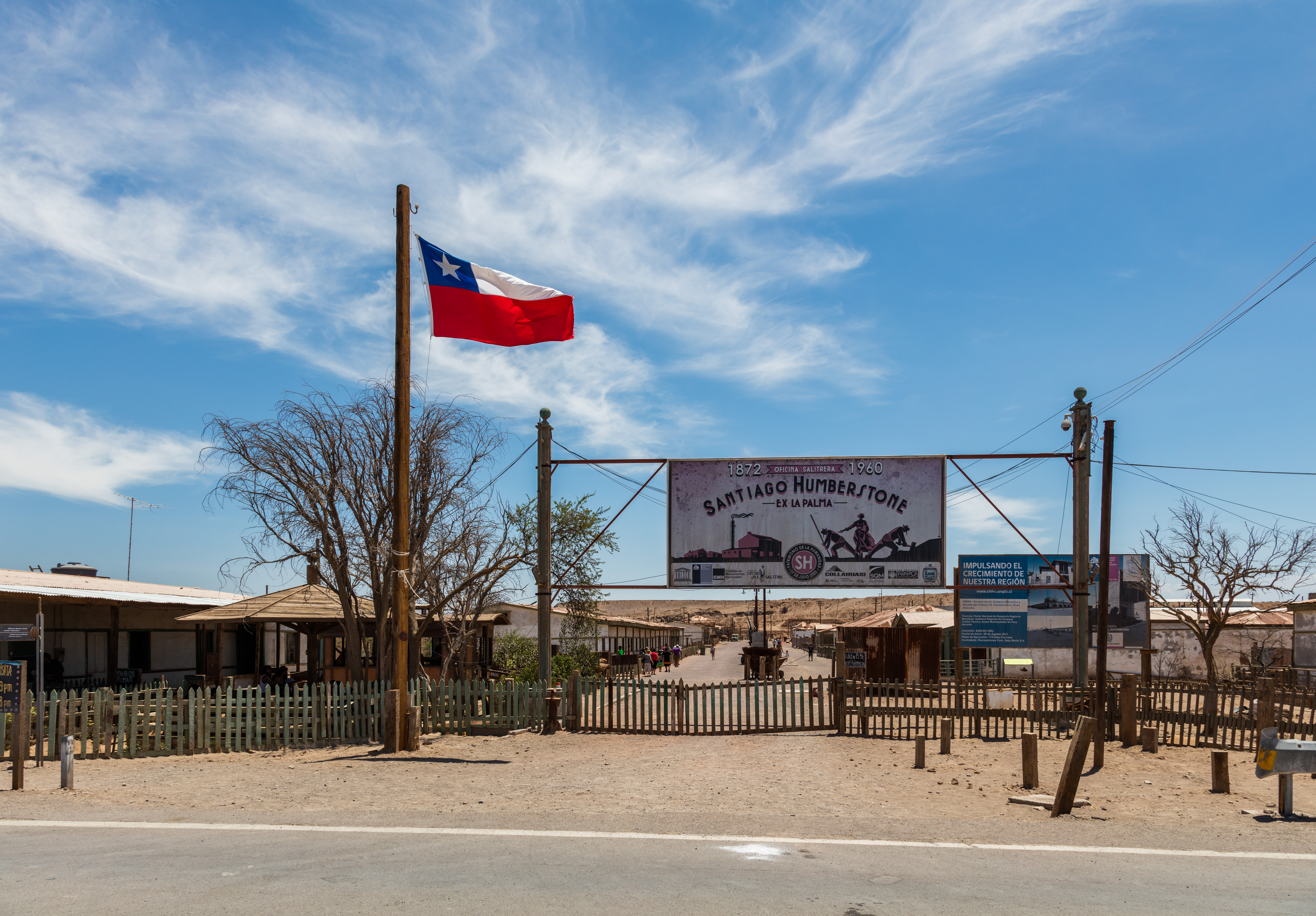
Entrada a Humberstone.
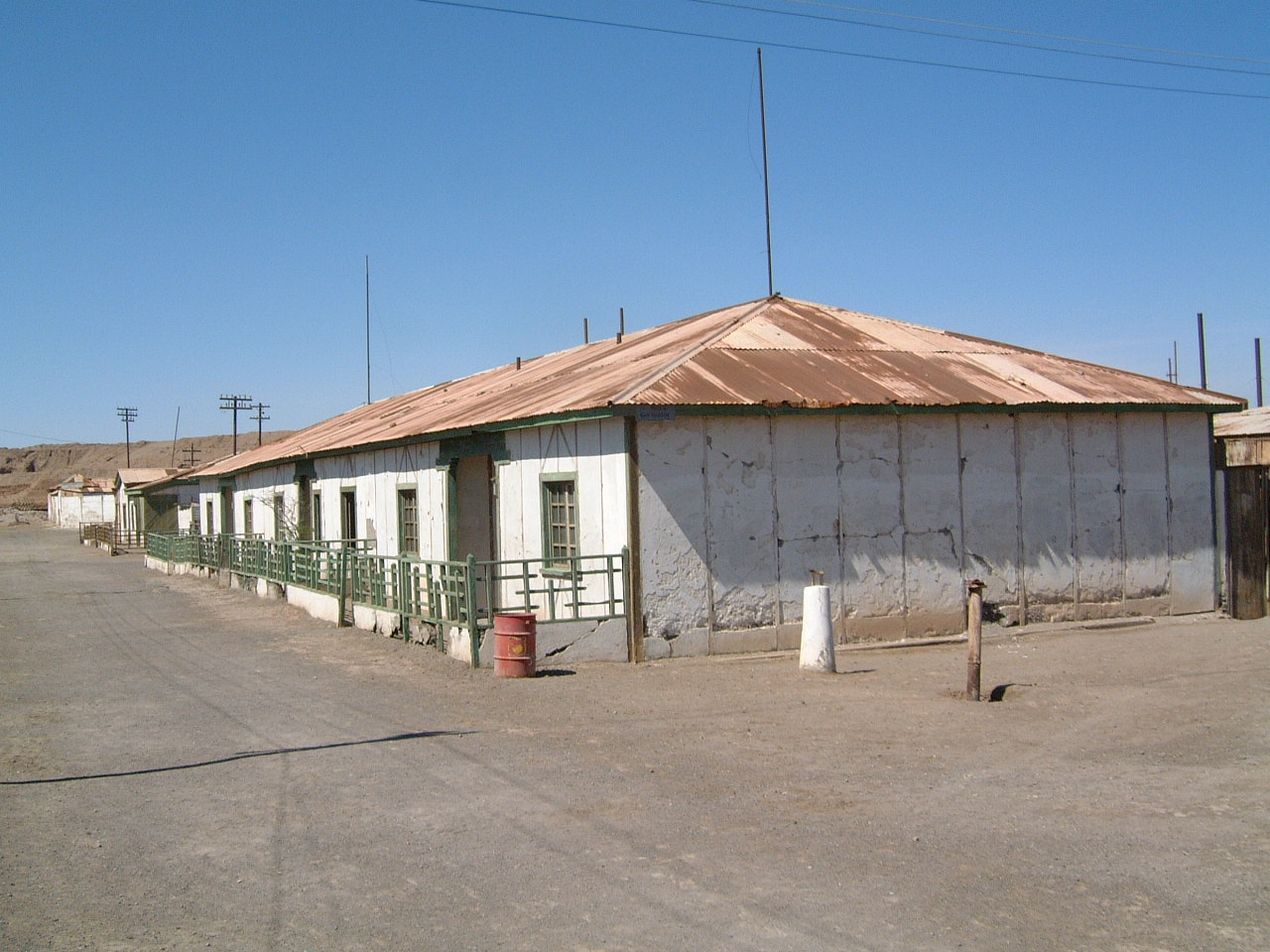
Cases d'obrers.
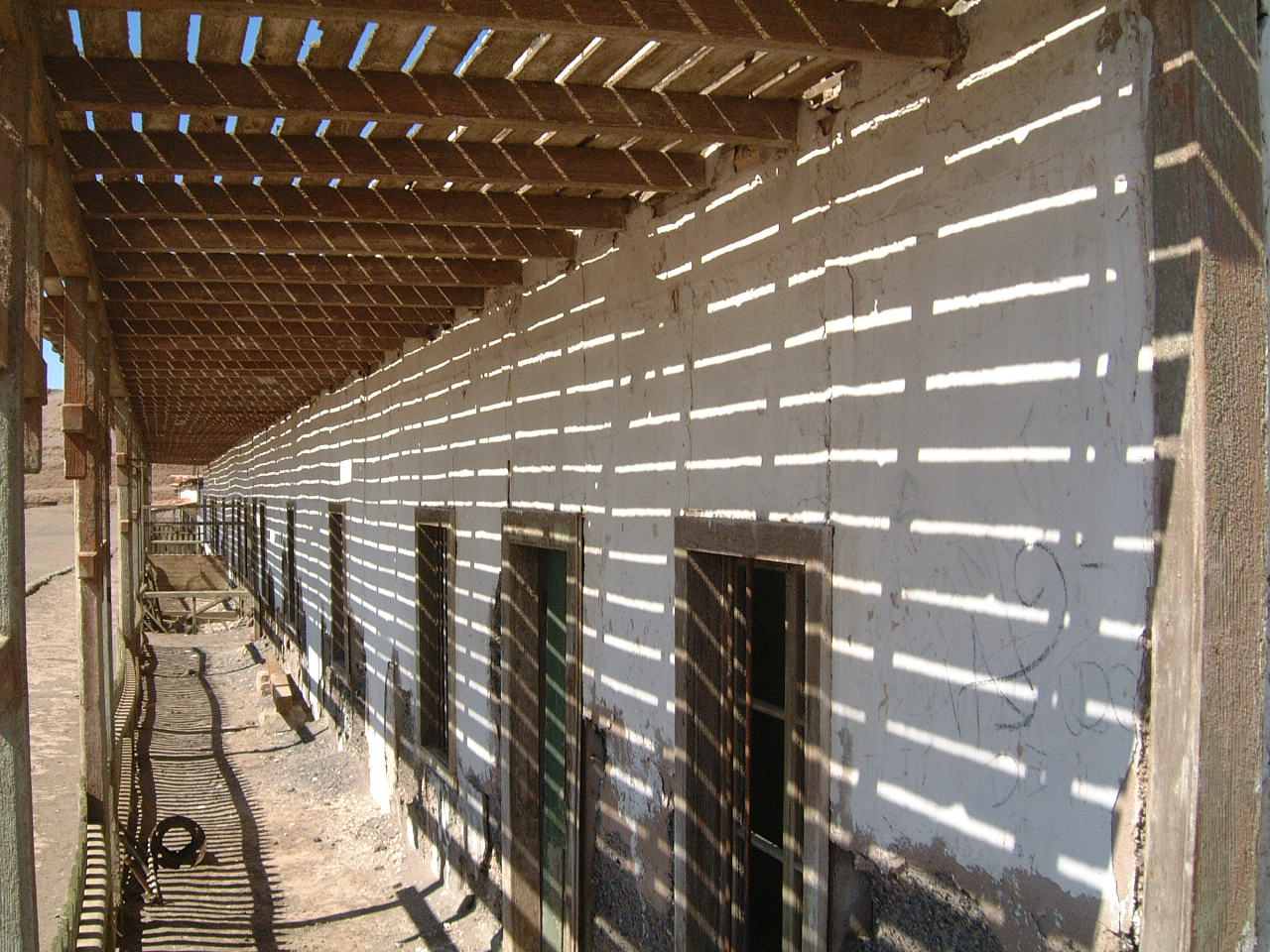
Cases d'obrers.
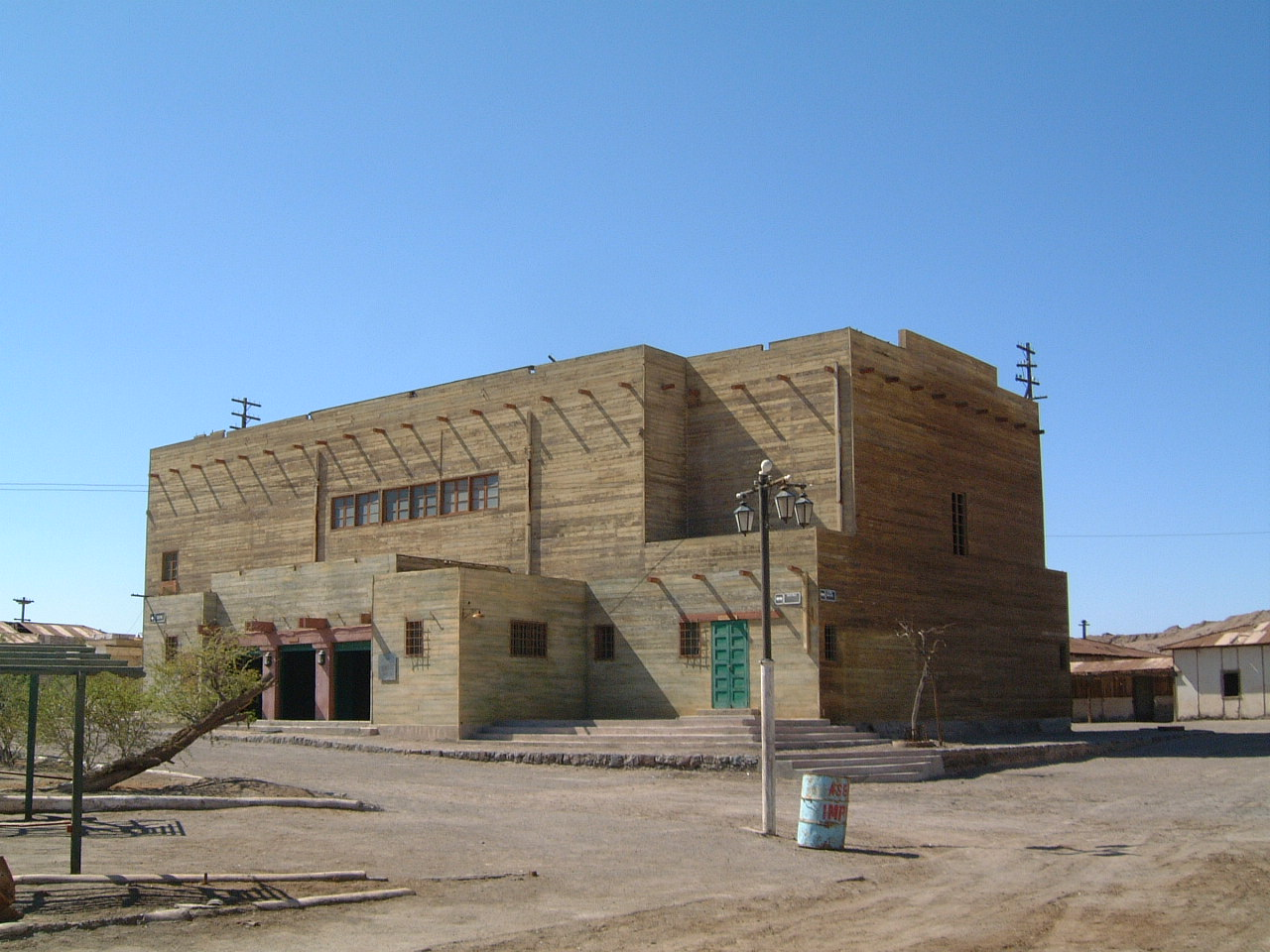
Teatre.
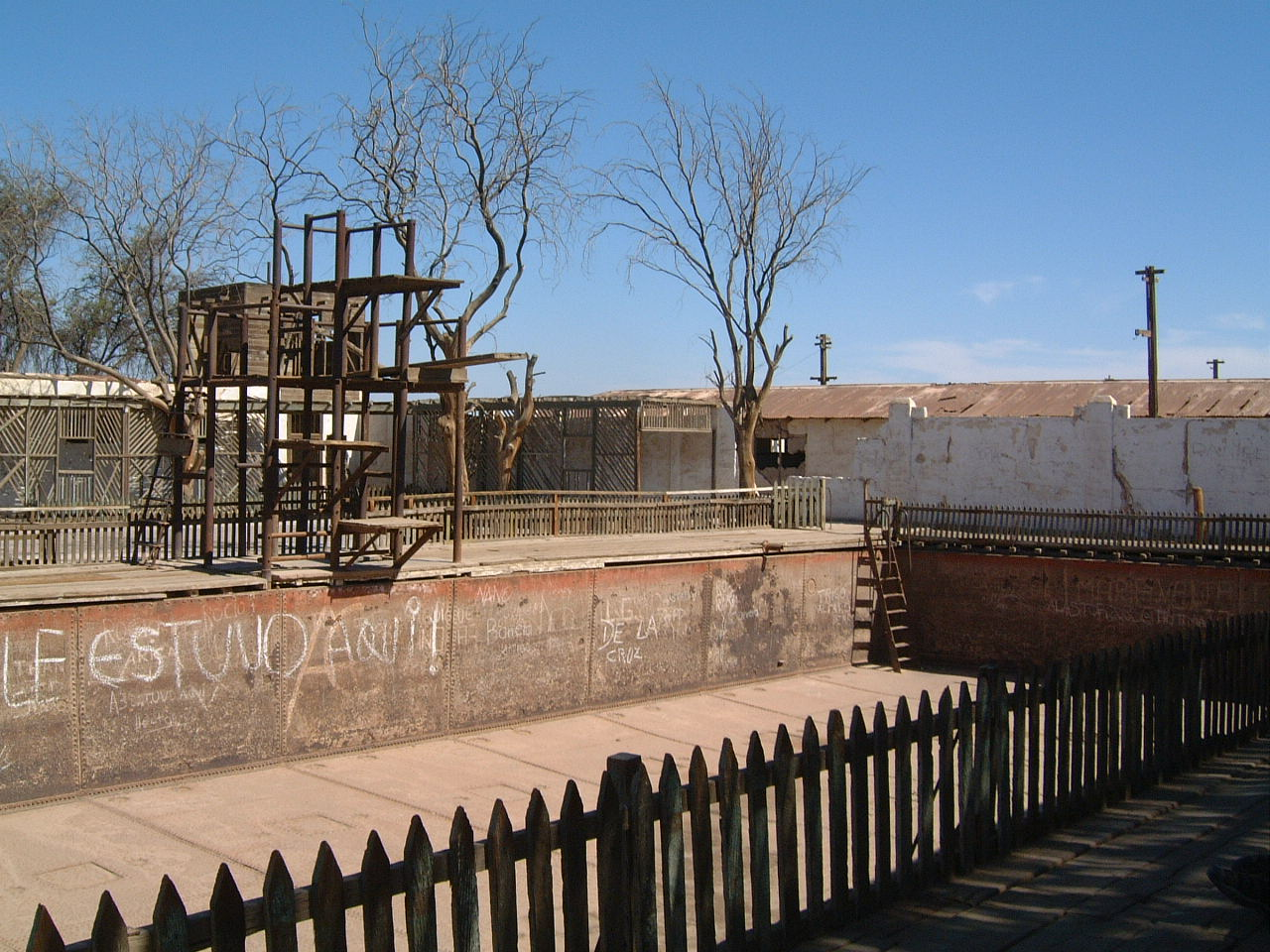
Piscina.
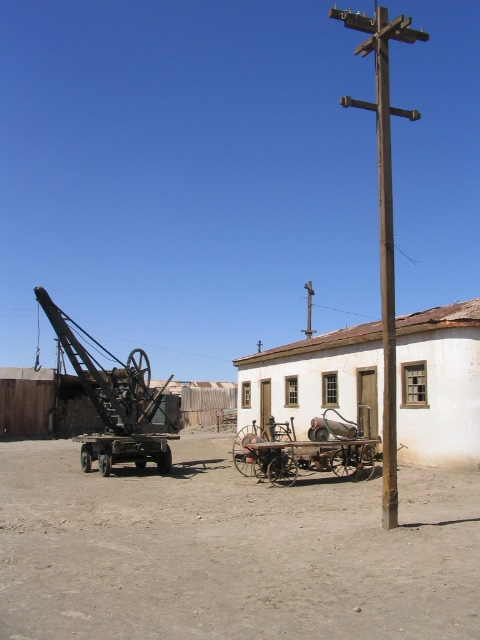
Vista de l'Oficina Salitrera Humberstone.
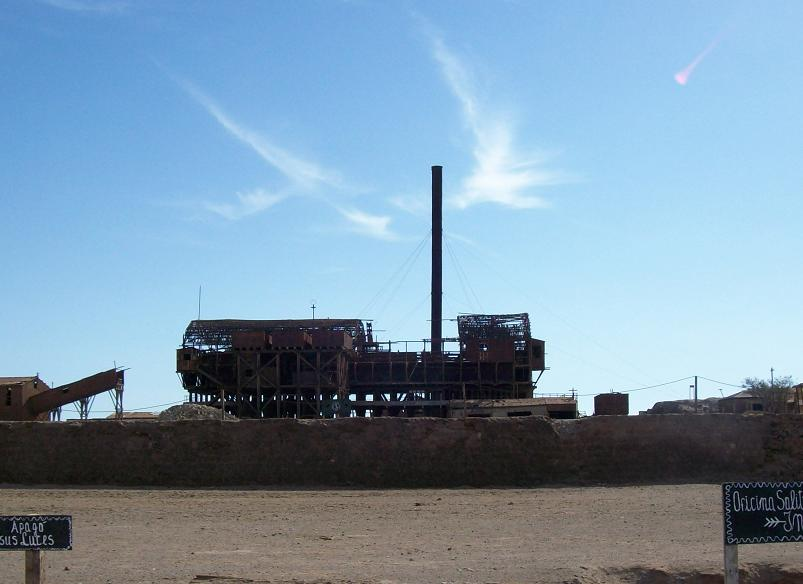
Santa Laura.
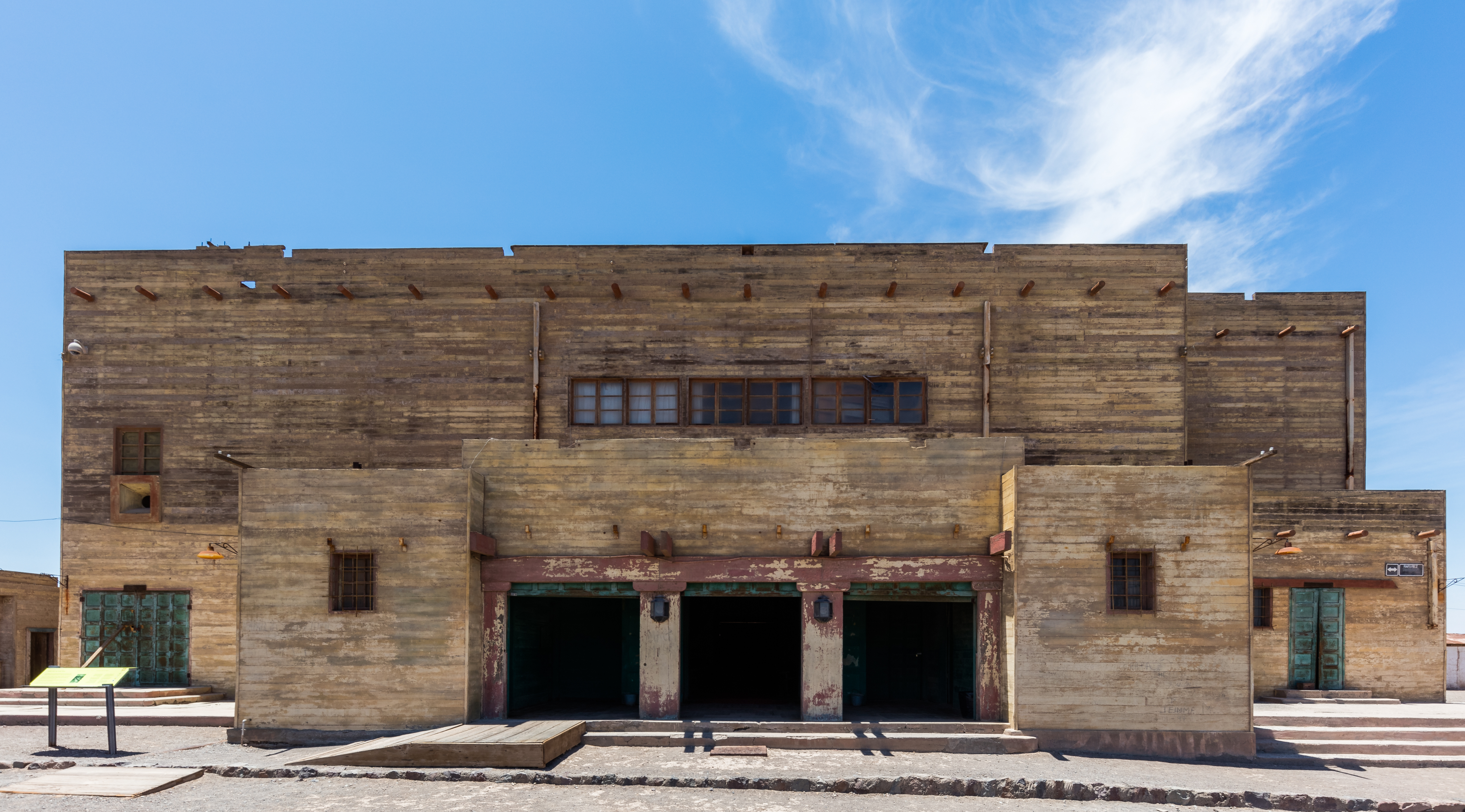
Exterior del teatre.
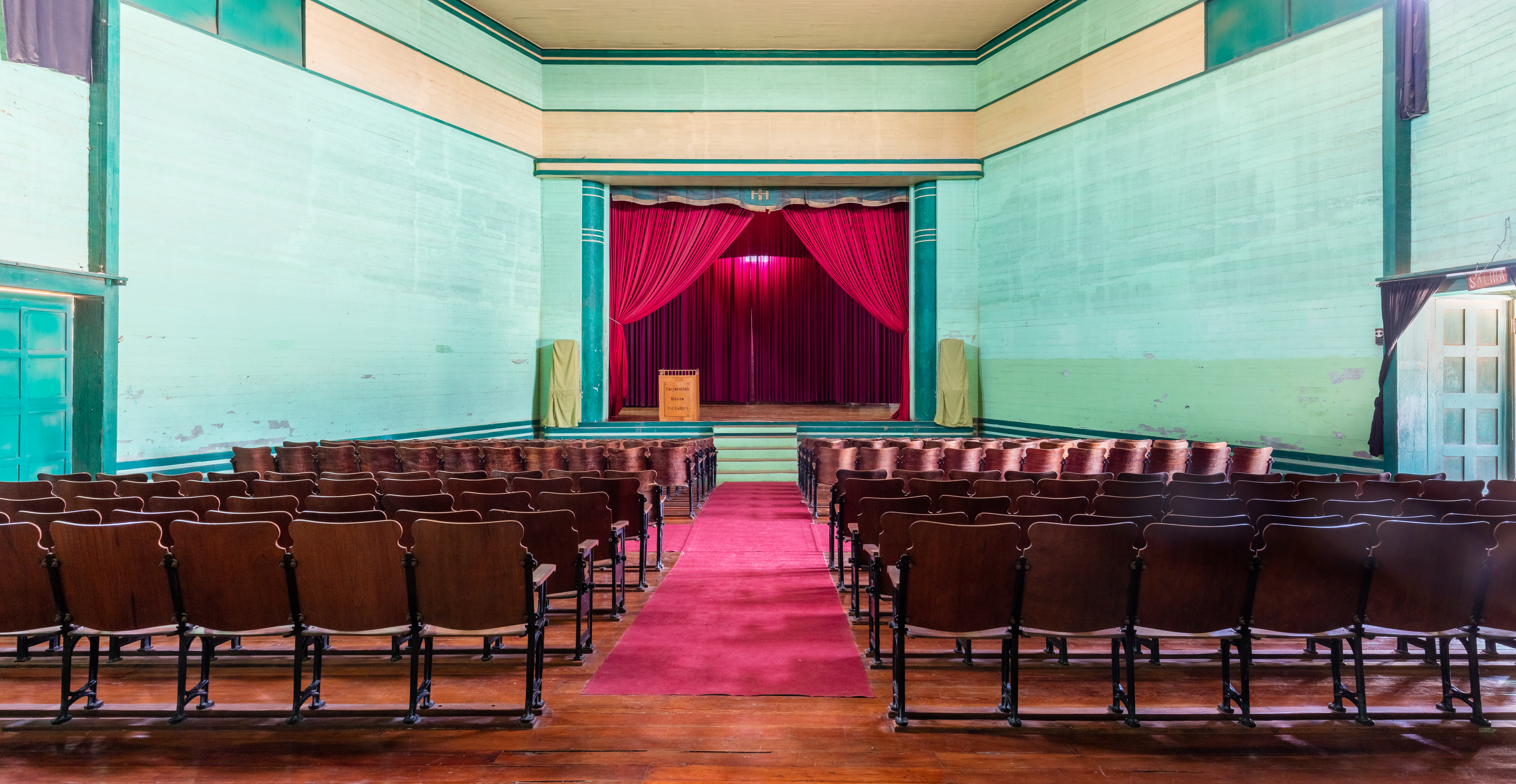
Interior del teatre.
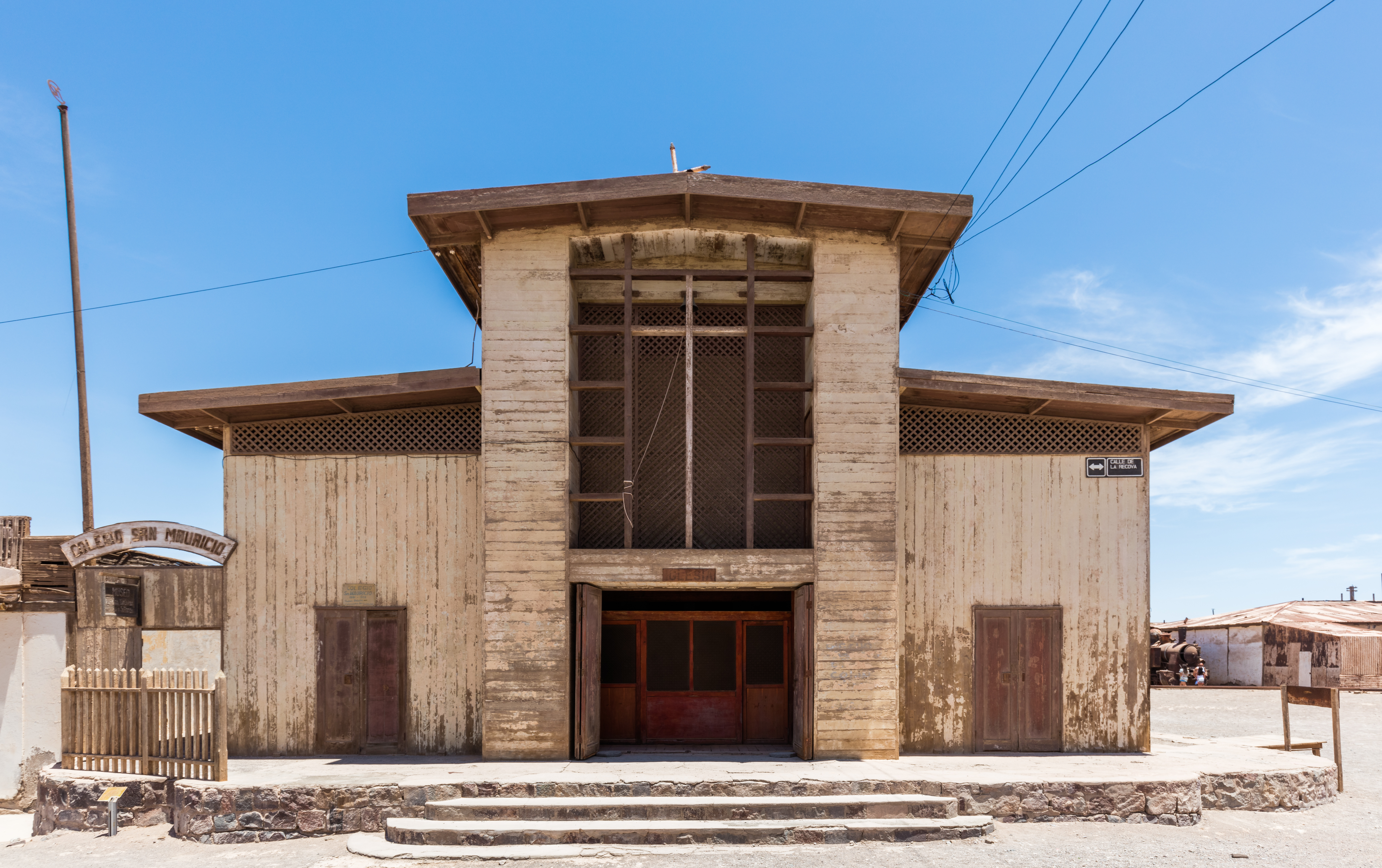
Exterior de l'església.
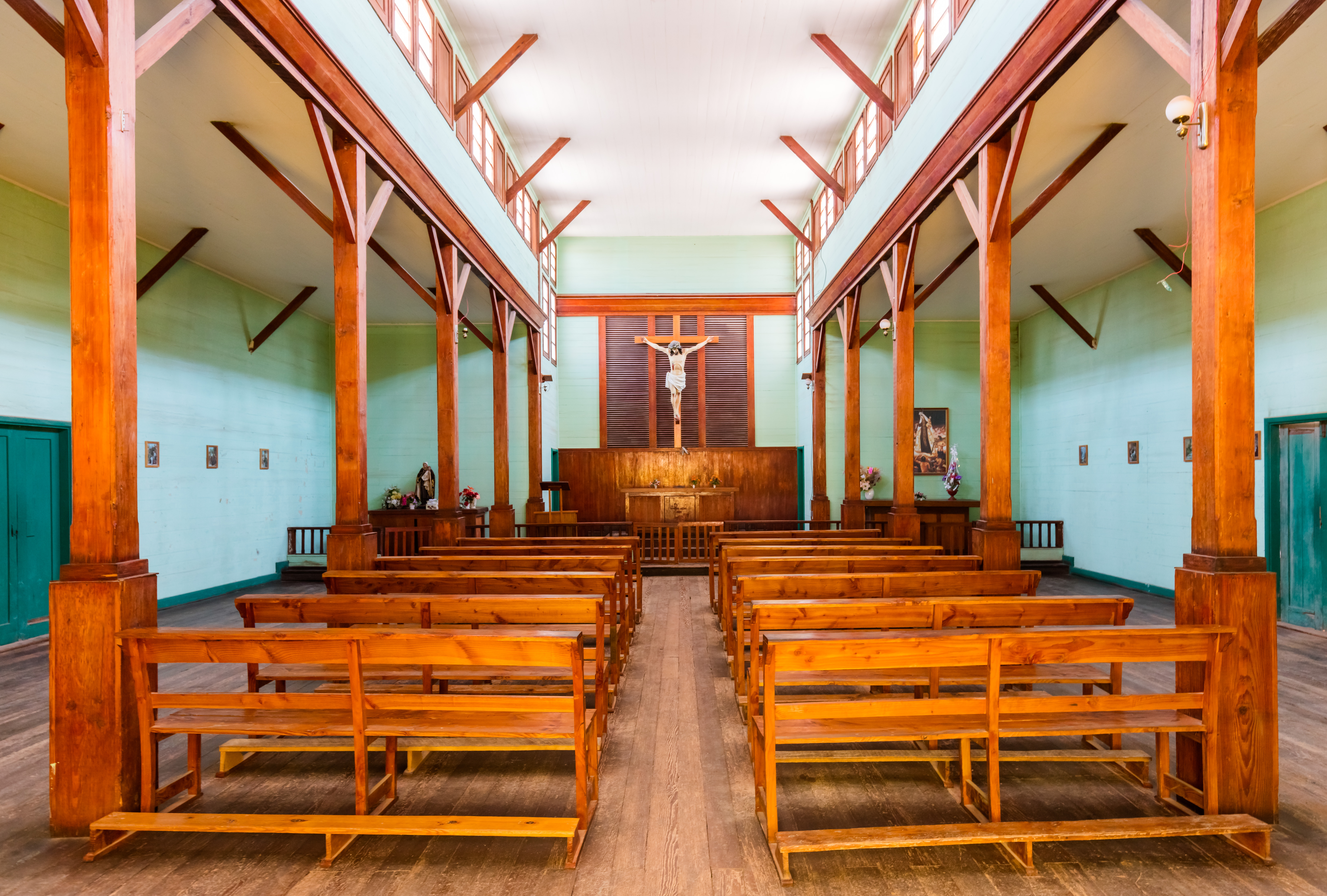
Interior de l'església.
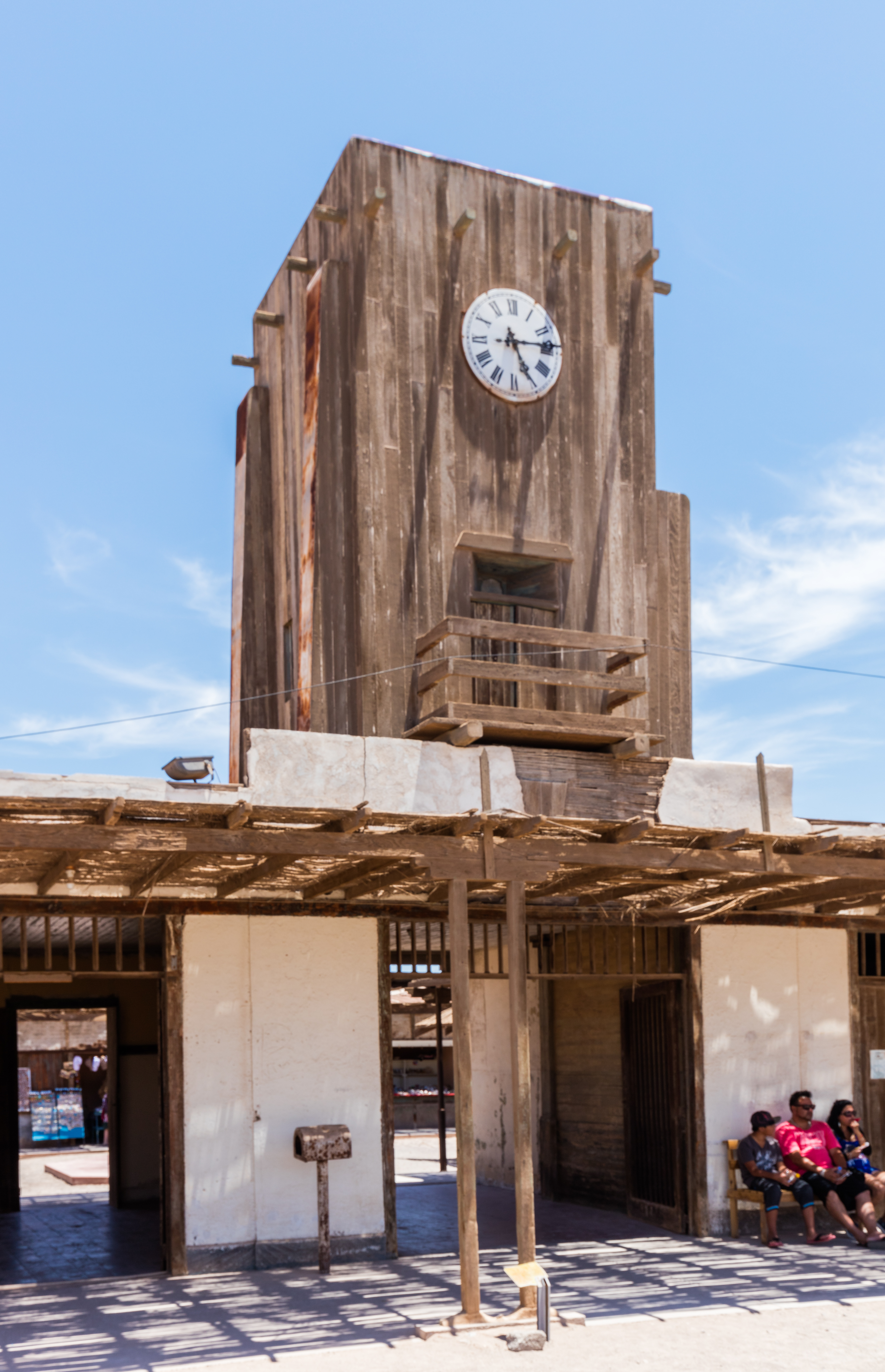
Rellotge.
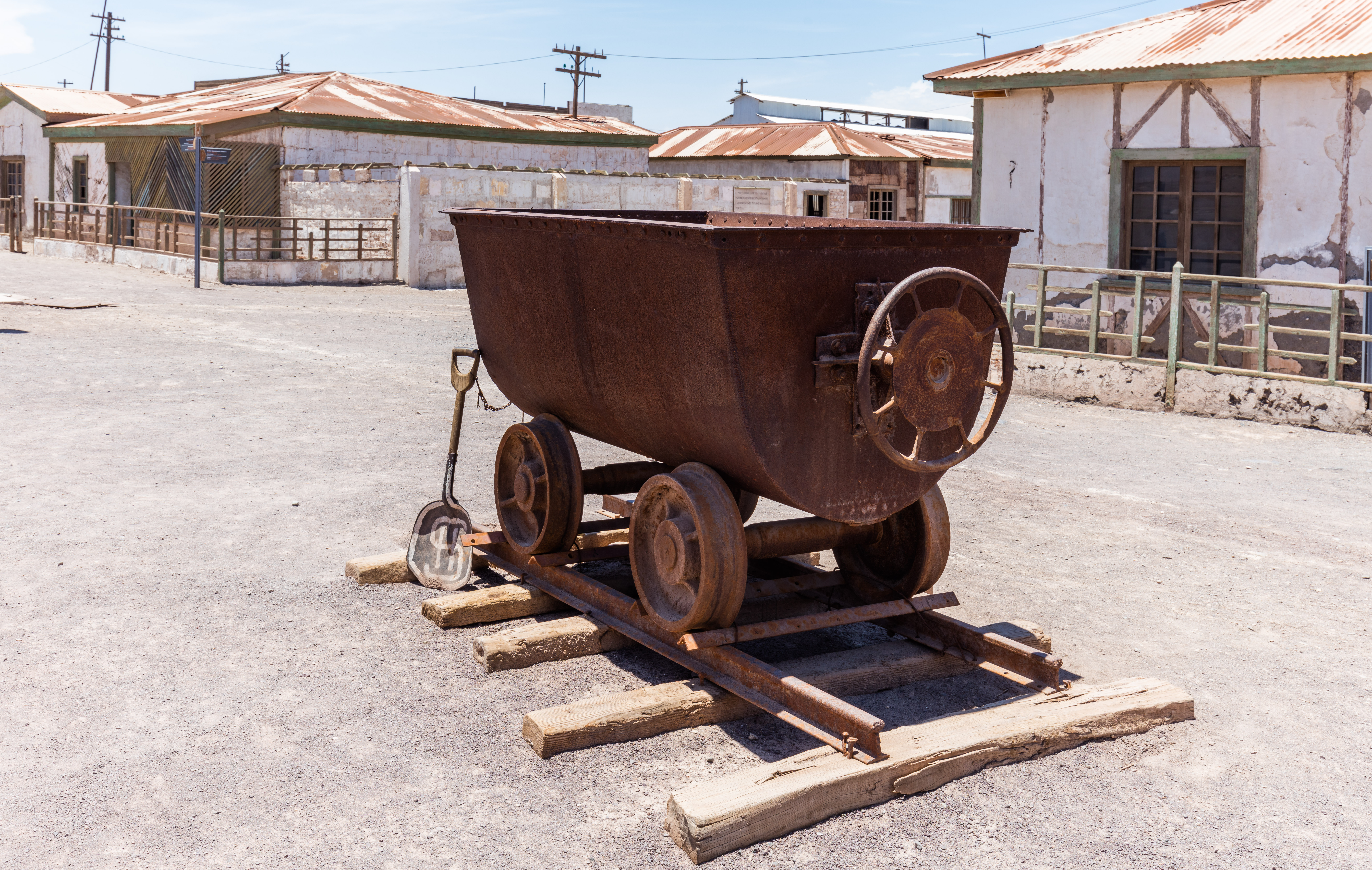
Eines.
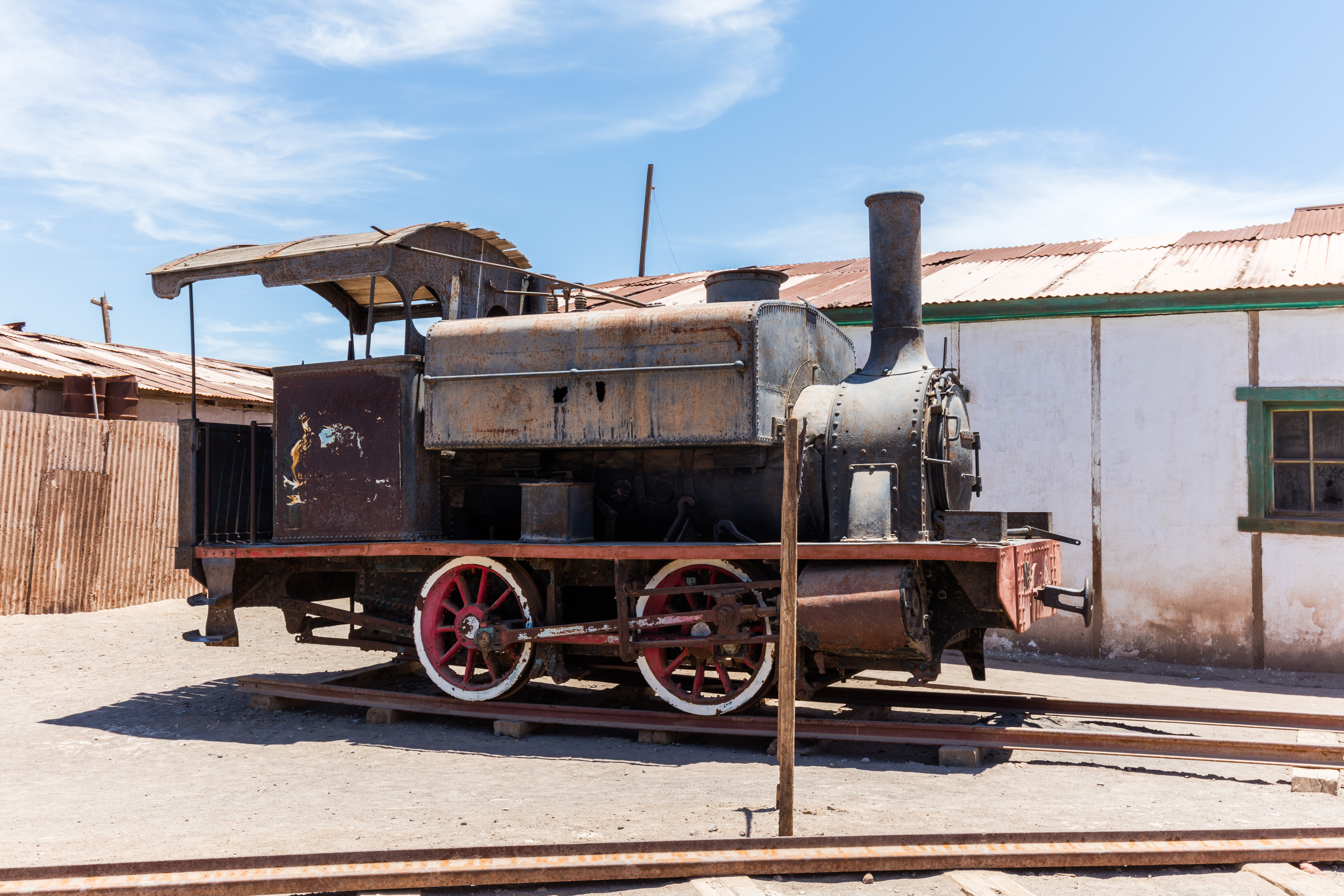
Ferrocarril.
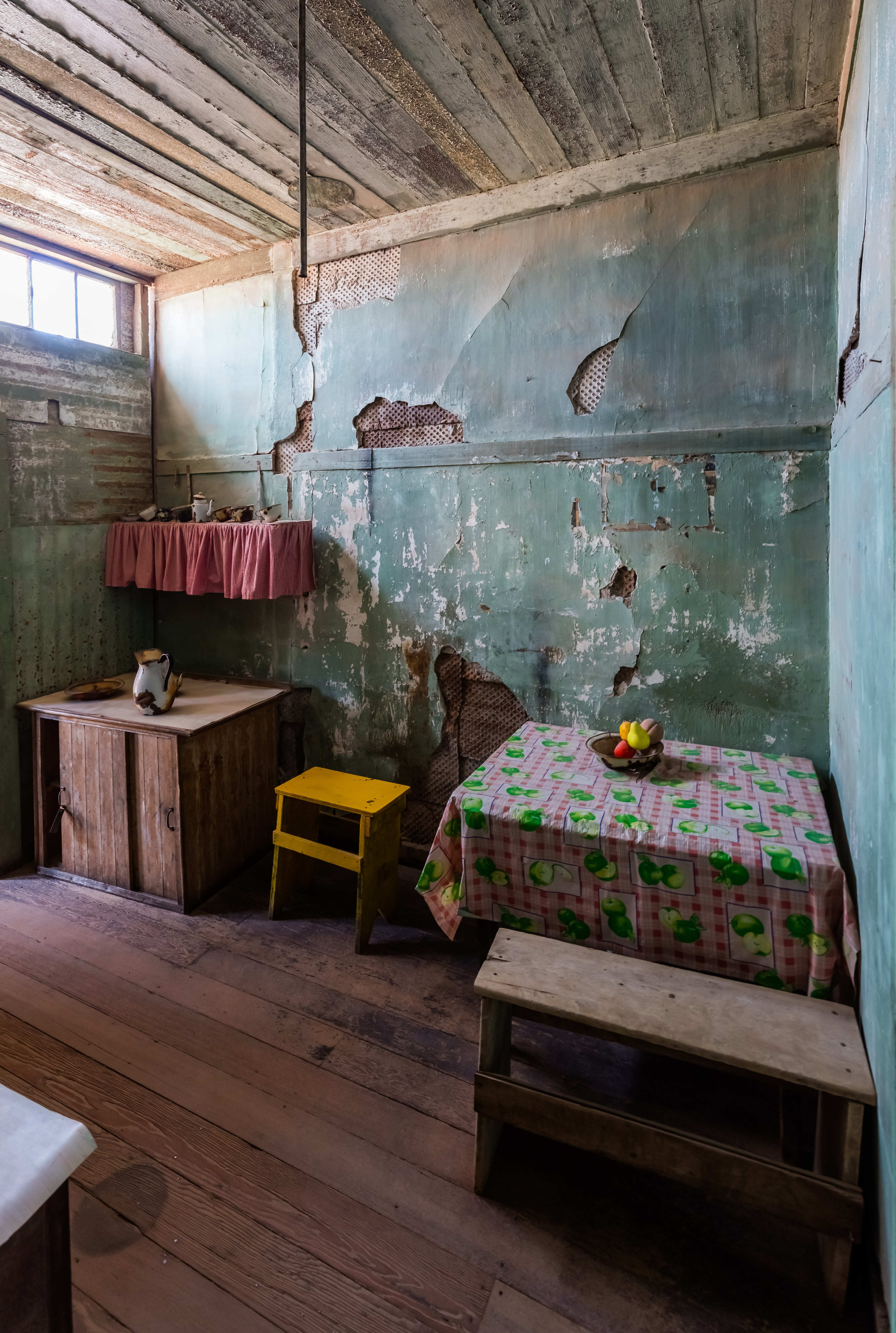
Cuina d'una casa.
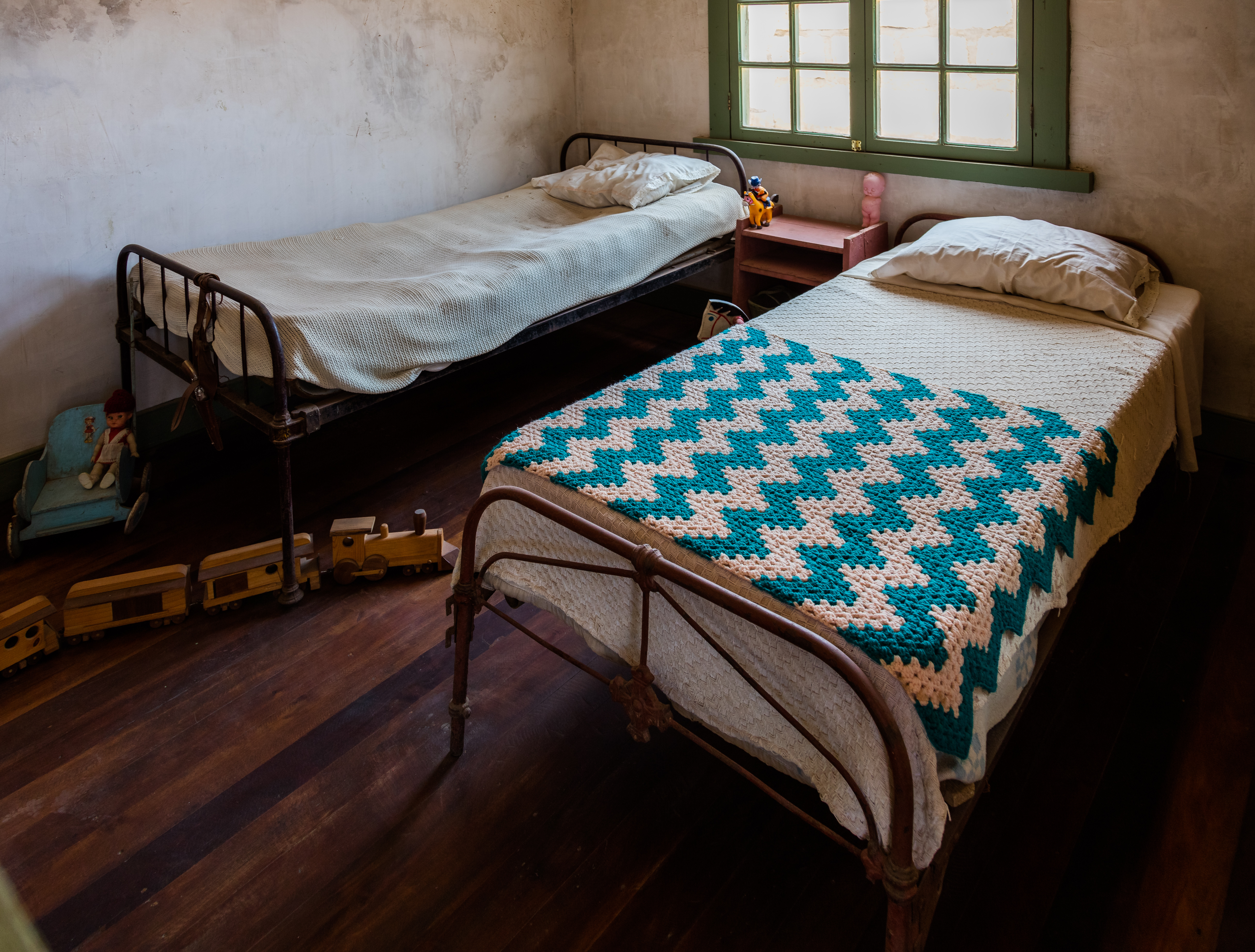
Dormitori.
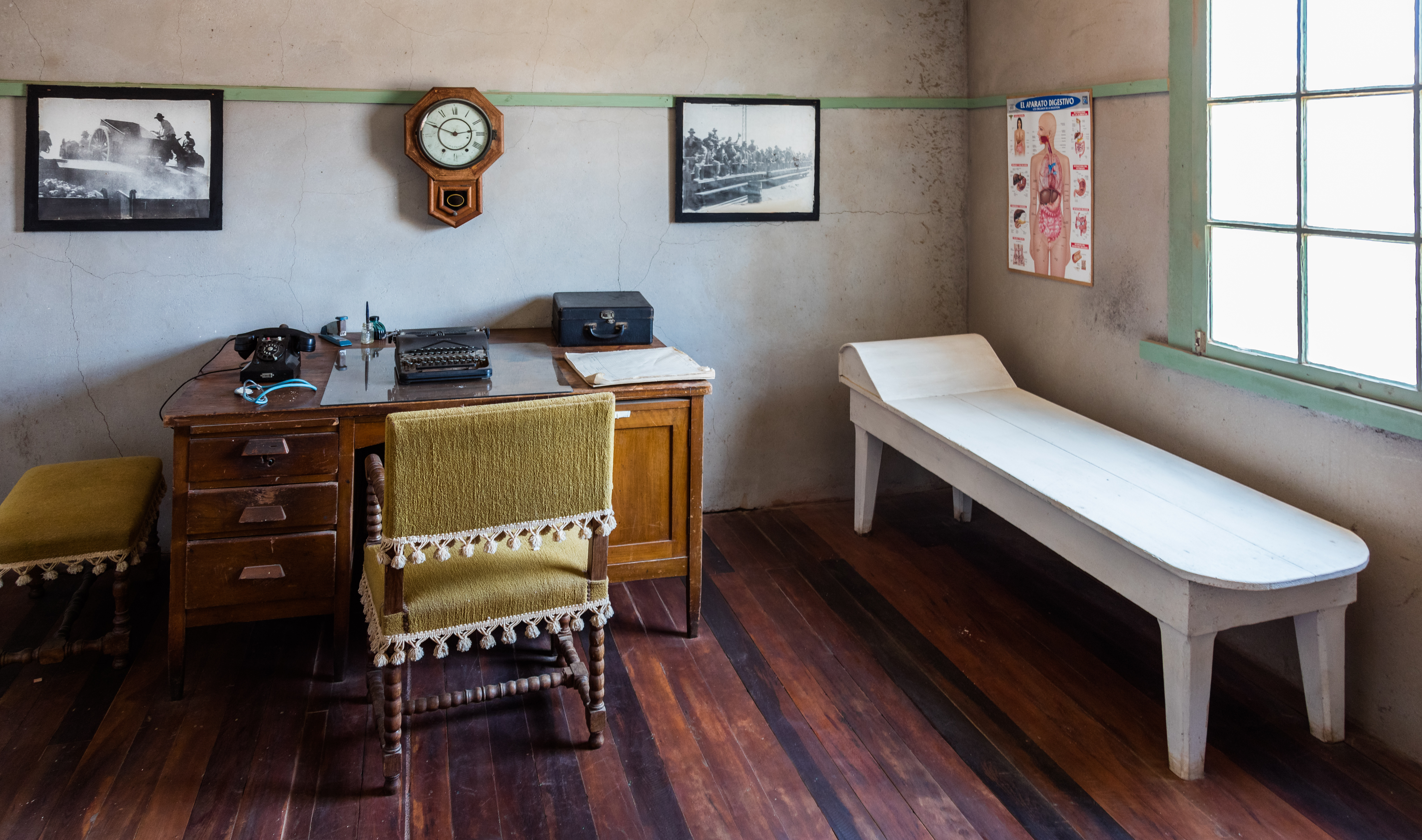
Consulta del metge.
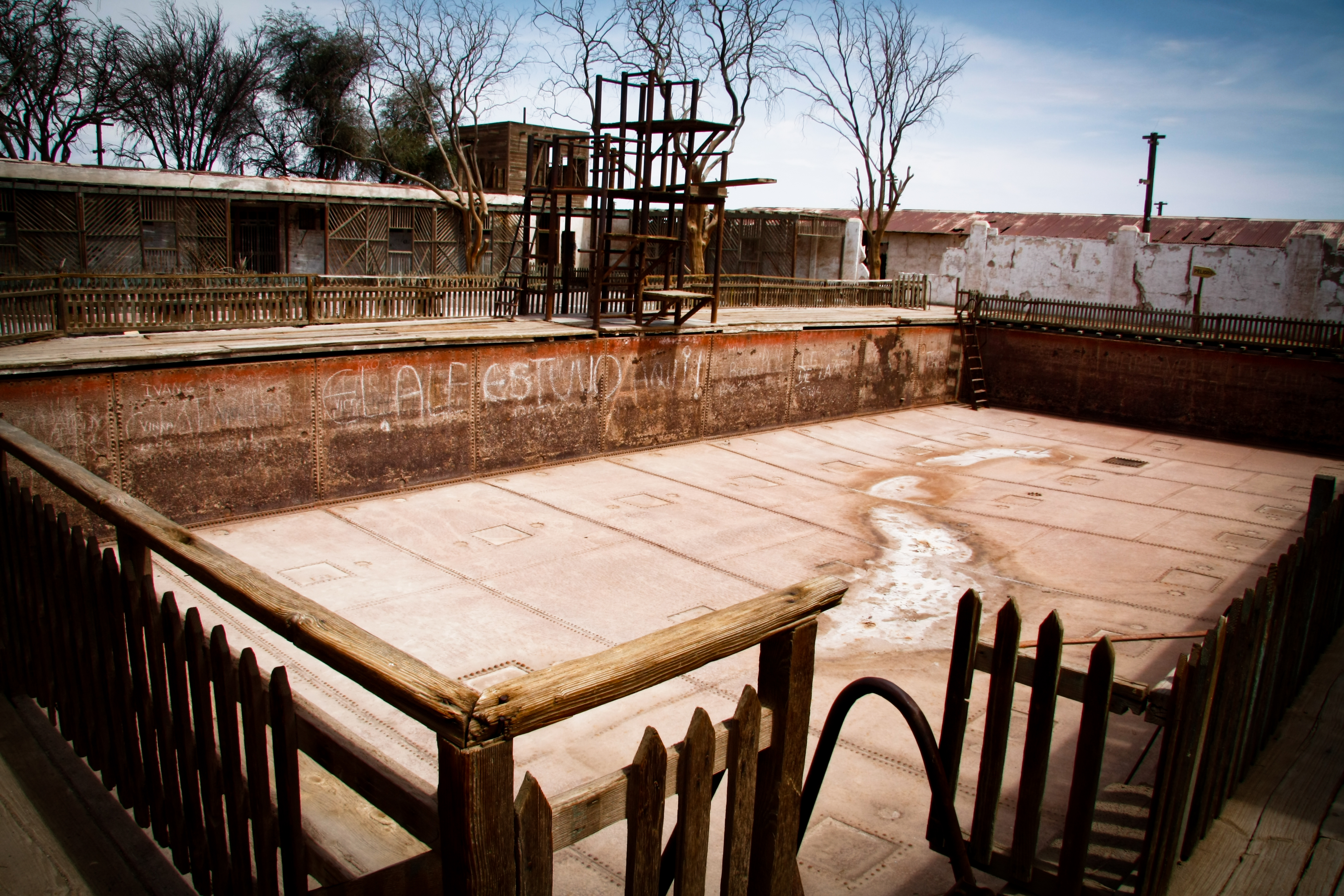
Piscina d'acer.
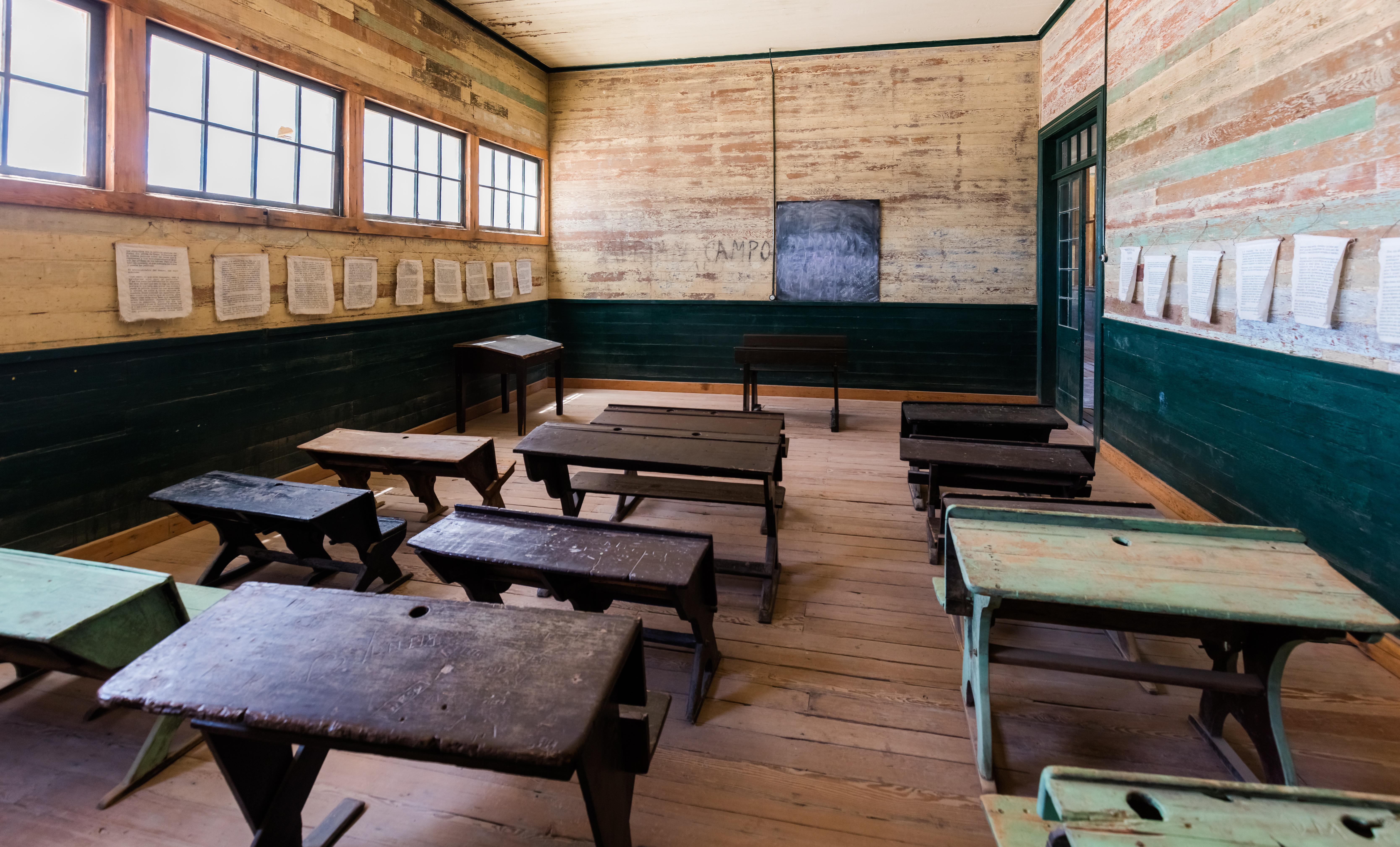
Pupitres de l'escola.
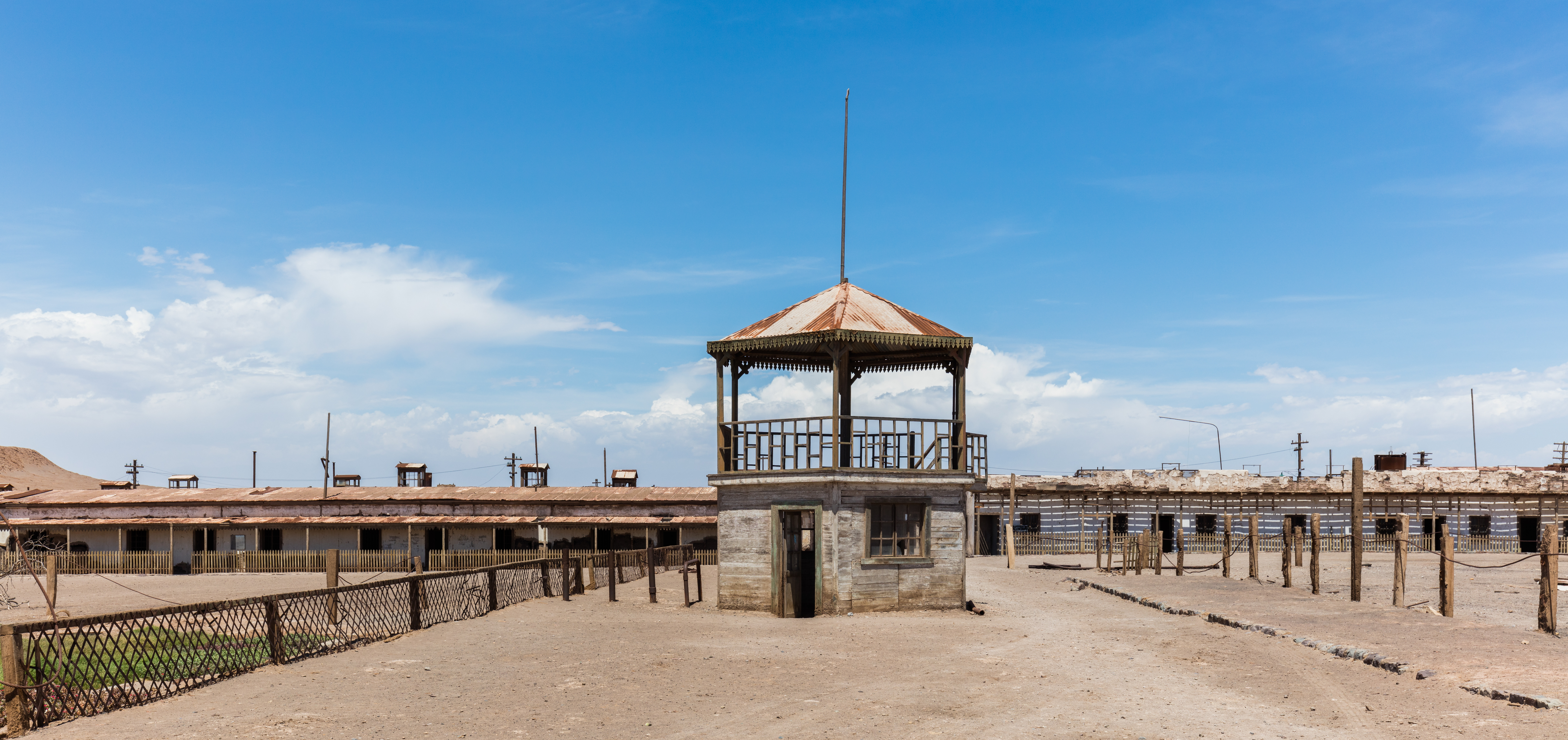
Quiosc.
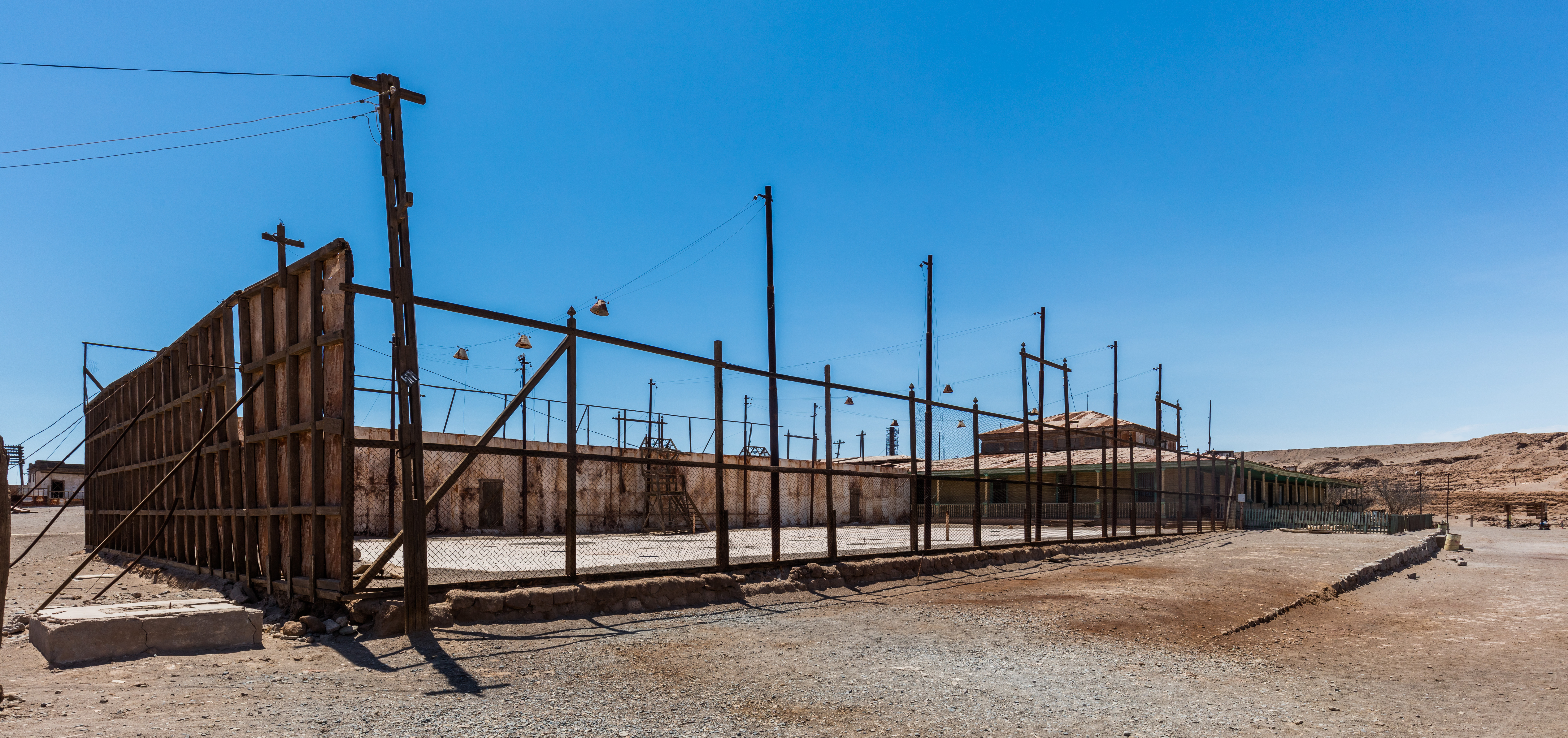
Pistes de tenis.
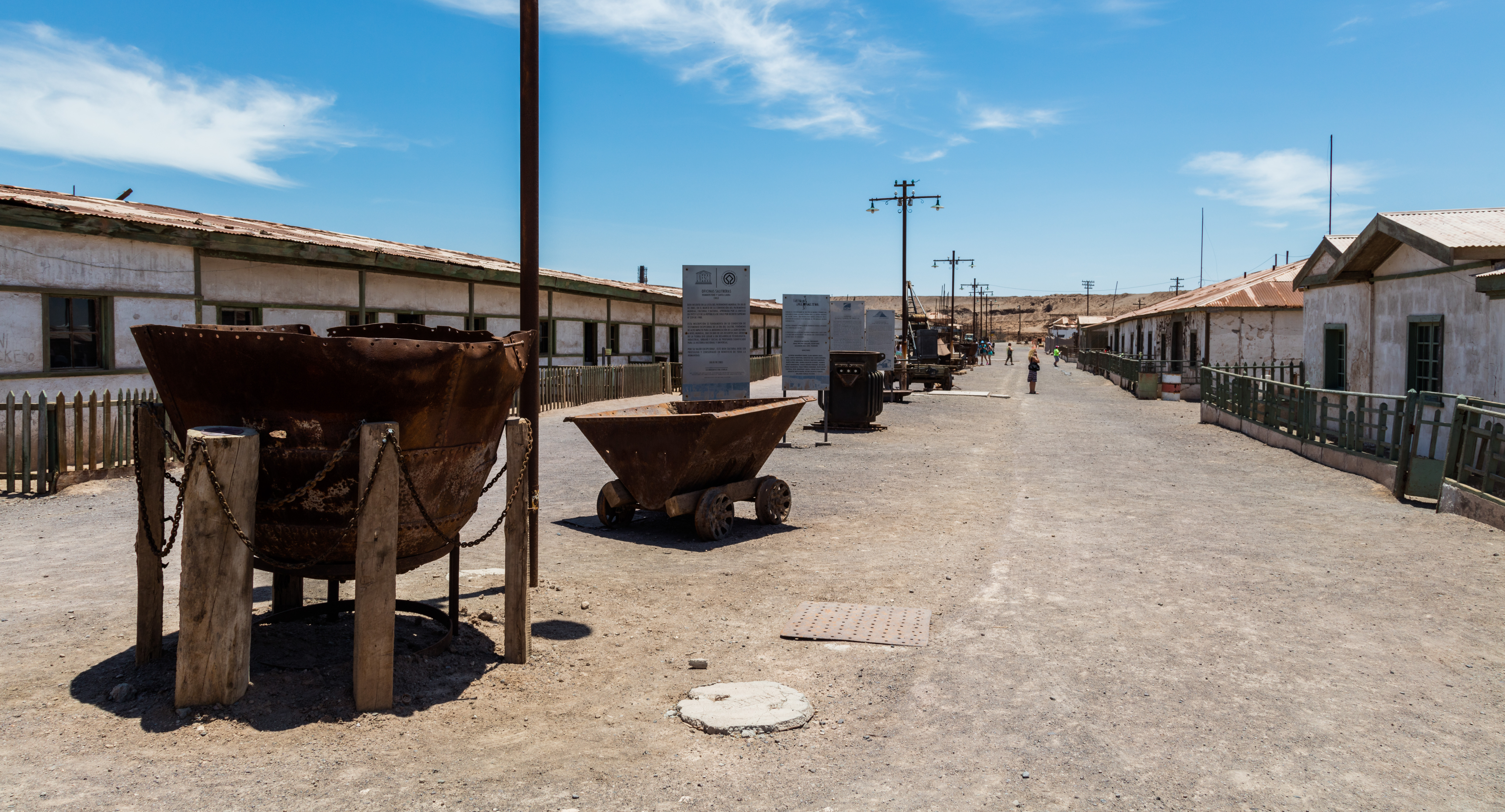
Carrer a la salnitrera.